# 제사테역
제사테역(이탈리아어: Gessate)은 제사테 코무네에 위치한 밀라노 지하철의 2호선의 역이다.

## 역사
카시나 안토니에타 역은 고르곤촐라 역에서 제사테 역까지 잇는 연장 구간의 역 중 하나로 1985년 4월 13일에 문을 열었다. 2014년 7월 26일부터 2014년 8월 31일까지는 밀라노 동부 외곽 순환고속도로 건설 공사로 인해 문을 닫았다. 열차는 임시 종착역인 카시나 안토니에타 역까지 제한 운행됐다.

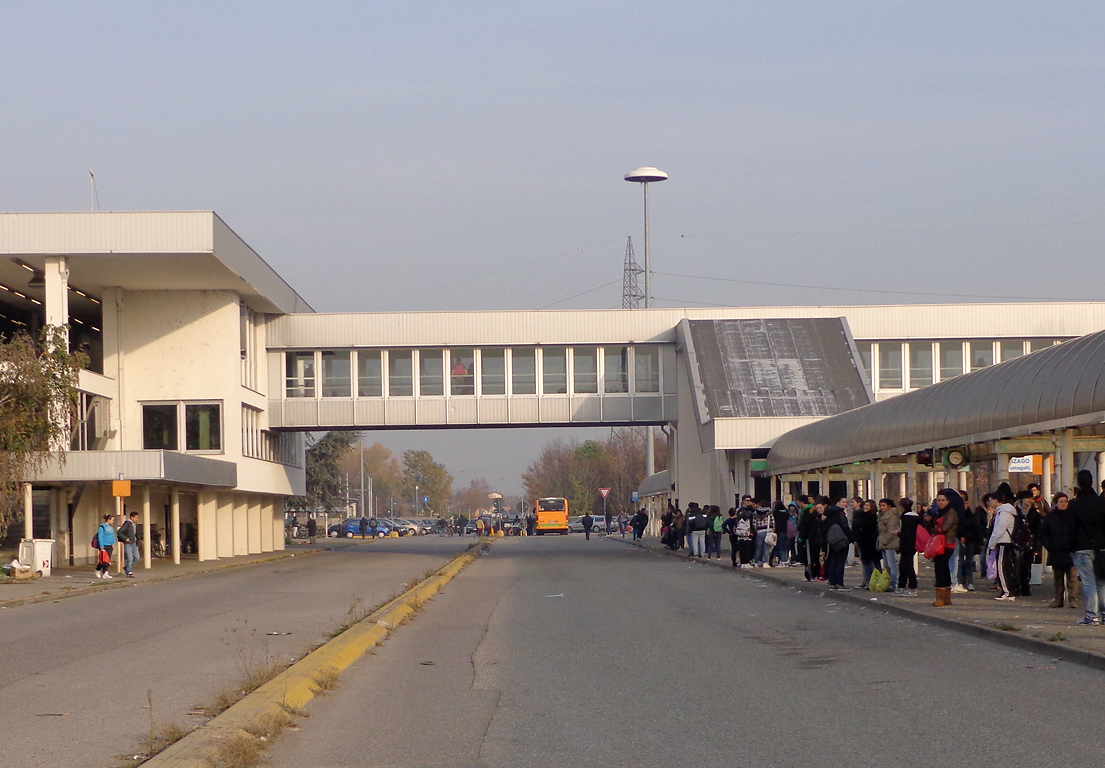
역에서 버스 정류장으로 가는 육교의 모습

## 역 구조
카시나 안토니에타 역은 2면 2선 구조의 지상 역이다. 밀라노 시 경계 밖에 위치해 있어 장거리 요금이 부과된다.

## 시설
이 역에는 다음과 같은 시설이 있다.
- 에스컬레이터
- 승차권 판매기
- 역 감시카메라
- 화장실
- 안내방송
- 보행자 육교
- 신문 가판대
- 바, 담배 가게

## 환승
제사테 역 바로 부근에 자리한 버스 정류장에는 다음 버스 노선이 경유한다.
- NET - Nord Est Trasporti:
  - z310번 - Trezzo행
  - z311번 - Vaprio행
  - z312번 - Vimercate행
  - z313번 - Paderno-Robbiate FS행
  - z314번 - Monza FS행
- MilanoSudEst-Trasporti:
  - z404번 - Melzo행 (Inzago/Pozzuolo Martesana 경유)
  - z405번 - Cassano/Treviglio RFI행
  - z406번 - Trecella FS행

그 외에 이용할 수 있는 교통시설은 다음과 같다.
- 주차장
- 자전거 보관소